# دائرة بئر مقدم
دائرة بئر مقدم إحدى دوائر ولاية تبسة الجزائرية . عاصمتها هي بئر مقدم وتضم بلديات : 
- الحمامات
- قريقر
- بئر مقدم